# Дауди Чва II
Дауди Чва II (8 августа 1896 — 22 ноября 1939) — кабака Буганды в 1897—1939 годах.

## Биография
Родился 8 августа 1896 года на холме Менго, был пятым сыном Даниела Мванги, который был кабакой Буганды в 1884—1888 и 1889-1897 годах. Он стал кабакой уже в годовалом возрасте в августе 1897 года после того, как его отец был смещён британскими силами. До достижения им 8-летнего возраста вместо него правили регенты (включая Аполо Кагва). К полным своим обязанностям он приступил 5 августа 1914 года. Учился в Королевском колледже Будо. Дауди Чва II был популярным королём — честным, ответственным и прагматичным. Во время его правления закончились религиозные войны, в королевстве была вновь установлена свобода выбора религии, были улучшены отношения с Великобританией. Он принял протестантство и получил христианское имя «Дауди» (вариант имени «Давид» на языке луганда).
Похоронен в Касуби.

## Семья
У Дауди Чвы II было 17 жён.
1. Ирен Друсилла Намаганда, дочь священника Йонасаани Кайиззи из клана Нте. Поженились 19 сентября 1914 года в Намирембе;
2. Мирия Налуле из клана Нгейе;
3. Магдалена Наканьике из клана Мамба;
4. Абисааги Дулункаси Нантеза из клана Ффумбе;
5. Ребека Налункуума из клана Ндига;
6. Элис Джанет Накалема из клана Нгейе;
7. Буландина Касирибиити Нанкумби из клана Нгейе;
8. Люси Намагембе Наалонго Налвоога из клана Мбого;
9. Сара Найига Накасолья из клана Нгаби;
10. Дороти Набанкема из клана Мусу, сестра Нельсона Нкалубо Ссебуггвааво, который некоторое время работал казначеем Буганды;
11. Эрина Намбого Намбава из клана Мамба;
12. Мириаму Нанньондо из клана Нте;
13. Эреси Налубега из клана Нгаби;
14. Ида Набваами;
15. Джульери Нантумбве из клана Ккобе;
16. Касалина Кимбова из клана Мусу, сестра Нельсона Нкалубо Ссебуггвааво;
17. Абисааги Набуннья из клана Нгейе.

От них у него было 36 детей (20 сыновей и 16 дочерей). Сыновья:
1. Джордж Уильям Маванда Чва (род. 10 января 1919 года, мать М. Наканьике);
2. Фредрик Роберт Секаамаанья Кайондо (род. 17 ноября 1920 года, мать Б. Касирибити);
3. Дэвид Эдвард Уильям Валугембе Мукабья Кимбугве (род. 22 марта 1921 года, мать С. Найига Накасолья);
4. Альберт Виктор Луманси Вассайя (род. 17 июля 1924 года, мать Б. Касирибити);
5. Его Высочество Эдвард Фредрик Уильям Дэвид Валугембе Мутеби Лувангула Мутеса II (род. 19 ноября 1924 года, мать И. Намаганда) — 35-й кабака Буганды;
6. Альфред Джозеф Като Кигала (род. 8 апреля 1925 года, вместе с братом-близнецом Генри Калемерой, мать Л. Намагамбе);
7. Генри Вассва Калемера (род. 8 апреля 1925 года, вместе с братом-близнецом Альфредом Кигалой, мать Л. Намагамбе);
8. Дэниэл Сепирийя Лусвата (род. 20 мая 1925 года, мать М. Наньондо);
9. Абрахам Линкольн Ндавула (род. 1925 год, мать Э. Налубега);
10. Ричард Лумаама (род. 26 сентября 1925 года, мать С. Найига Накасолья);
11. Джеймс Секанньо Мутеби (род. 4 ноября 1925 года, мать Э. Намбава);
12. Дэниэл Басаммула Мванга (род. 25 февраля 1927 года, мать Дж. Нантумбве);
13. Огустин Тебандеке (род. 23 апреля 1927 года, мать Дж. Нантумбве);
14. Генри Харольд Каголо Джубири Рашид Кимера (род. 7 июля 1927 года, мать Д. Набанкема);
15. Юсуфу Луламбуланкула Суна (род. 28 декабря 1928 года, мать Л. Намагамбе);
16. Джон Кристиан Луканга (род. 1 августа 1929 года, мать И. Набвами);
17. Джордж Дэвид Онсифорус Юуко (род. 9 мая 1930 года, мать С. Найига Накасолья);
18. Эдерберт Каманья (род. 25 мая 1930 года, мать Э. Намбава);
19. Муландо (род. 14 февраля 1934 года, мать А. Набвами). Умер в раннем возрасте;
20. Александр Дэвид Ссимбва (род. 21 марта 1934 года, мать Э. Намбава);

Дочери:
1. Юниа Намаалва Кагере (род. 28 августа 1916 года, мать А. Нантеза);
2. Маргарет Джулиана Лвантале (род. 13 июня 1920 года, мать И. Намаганда);
3. Элис Эварин Залванго (род. 6 декабря 1915 года, мать М. Налуле);
4. Ирен Друсилла Н’ганда Ндагире (род. 31 октября 1916 года, мать Р. Налункума);
5. Кэтрин Нассимбва Намукабья (род. 11 ноября 1918 года, мать Э. Накалема);
6. Гертруд Кристин Набанаакулья Тебаттагвабве (род. 30 июня 1919 года, мать Л. Намагамбе);
7. Виктория Беатрис Намикка Камуванда Мпологома (род. 21 октября 1920 года, мать А. Набунья). Была выдана замуж за своего брата Мутесу II в декабре 1953 года;
8. Дороти Эдит Маньери Набветеме (род. 19 декабря 1920 года, мать М. Налуле);
9. Алексизандерея Мэри Баликанда Накаманья (род. 11 июля 1921 года, мать Л. Намагамбе);
10. Беатрис Муггале (мать С. Найига Накасолья);
11. Мэри Элис Виктория Налвога Накалема (род. 21 июля 1924 года, мать Д. Набанкема);
12. Эбелин Начва (род. 24 марта 1925 года, мать И. Набвами);
13. Эстери Мази (род. 22 февраля 1925 года, мать С. Найига Накасолья);
14. Элизабет Лвамуганва Накабири (род. 11 июня 1926 года, мать К. Кимбова);
15. Бовадесийя Нкинзи (род. 10 марта 1927 года, мать М. Налуле);
16. Джерудин Накайенга (род. 1928 год, мать К. Кимбова).